# Kaijansaari (ö i Birkaland)
Kaijansaari är en ö i Finland. Den ligger i sjön Keurusselkä och i kommunen Mänttä-Filpula i den ekonomiska regionen  Övre Birkalands ekonomiska region  och landskapet Birkaland, i den södra delen av landet, 210 km norr om huvudstaden Helsingfors. Öns area är 1,7 hektar och dess största längd är 430 meter i nord-sydlig riktning.